# Kecamatan Kelumpang Selatan
Kecamatan Kelumpang Selatan är ett distrikt i Indonesien.   Det ligger i provinsen Kalimantan Selatan, i den västra delen av landet, 1 100 km öster om huvudstaden Jakarta.